# Darıca, Akçaabat
Darıca là một thị trấn thuộc huyện Akçaabat, tỉnh Trabzon, Thổ Nhĩ Kỳ. Dân số thời điểm năm 2011 là 3.636 người.